# Avon Championships of Detroit 1982
L'Avon Championships of Detroit 1982 è stato un torneo di tennis giocato sul sintetico indoor. È stata l'11ª edizione del torneo, che fa parte del WTA Tour 1982. Si è giocato a Detroit negli USA dal 1° al 7 febbraio 1982.

## Campionesse

### Singolare
Andrea Jaeger ha battuto in finale  Mima Jaušovec con il punteggio di 2–6, 6–4, 6–2

### Doppio
Leslie Allen /  Mima Jaušovec  hanno battuto in finale  Rosemary Casals /  Wendy Turnbull con il punteggio di 6–4, 6–0